# Petrosia borealis
Petrosia borealis är en svampdjursart som först beskrevs av Lawrence Morris Lambe 1894.  Petrosia borealis ingår i släktet Petrosia och familjen Petrosiidae.
Artens utbredningsområde är Alaska. Inga underarter finns listade i Catalogue of Life.